# アチーブメントテスト
アチーブメントテスト（英語: Achievement Test）とは、本来の意味では学習達成度を測定する学力テストである。しかし、単に日本において「アチーブメントテスト」と表現する場合は、かつては全国の中学校で中学生の高校受験前の学力テストとして行われていたものを指した。しかし、徐々に意味する対象を変えていき、近年では主として、神奈川県で実施されていた“高等学校入学判定に極めて重要だった”試験を指すことが多い。
Z会が「東大学力増進会」時代に実施していた、いわゆる「東アチ」（東大学力増進会アチーブメントテスト）とは別のテスト。

## 神奈川県におけるアチーブメントテスト（すでに廃止）
「ア・テスト」または「アテスト」の略称で呼ばれ、中学校2年生の3学期の3月頃に実施される考査であった（ただし1981年は試験的措置として対象学年が2年生3学期の時期ではなく3年生1学期はじめごろに行われた。変遷があり当初は、1年生と2年生の２回で行われた。ところが学力が急進した児童に対しは、3年生時の学力の反映が不十分などと3年生での実施に1＆2年での実施から、3年での実施に変更した。（その境界では3年間に渡り、実施された世代も存在する）。表向きは「学習到達度を確認する」名目で神奈川県下で一斉に実施された。ただ、このテストは神奈川県内の公立高等学校の入学判定に反映されることになっており、最大で25%（内申点と合算すると75%）という非常に高い比重が置かれていた（神奈川方式）。
アチーブメントテスト方式の利点として、「一発勝負の要素が強い入学試験の比率を下げる」「学力水準の高い中学の生徒の内申点が他校の同程度の学力の生徒より低くなることを是正する」というものもあったが、
- ほぼ全教科が筆記試験対象科目であった。
  - 対象が国語・数学・英語・理科・社会の主要5教科だけでなく、実技科目（美術・体育・音楽・技術家庭）の4教科にまで及んだ。2年次からほぼ全員が入試対策を始めることになり、生徒への負担が大きかった。
- 生徒によっては学習意欲を減退させる副作用がみられた
  - アチーブメントテストと2年次内申点によって公立高等学校の入学判定の40%程度の点数が決まるため、実質的に2年修了時に志望校が絞られる。さらに3年次内申点を加えると入学試験前に70%以上の点数が決まるため、入学試験での巻き返しも期待しづらくなる。このため、試験が振るわなかった者は追い上げを諦め、振るったものは慢心するなど、目標を見失って学習意欲を無くす問題が指摘された。
- 課外活動などが全く振るわなくなる
  - 公立高校の入学判定に極めて重要な試験が、2年生3学期というかなり早い段階で実施されることから、多くの学生が部活動などの課外活動にそっぽを向くことになってしまった。
- 県外からの転入者に対する救済措置が全くなかった
  - 中学3年など、アチーブメントテスト実施後に県外から転校してきた生徒は、入試判定資料中におけるアチーブメントテストによる点数が実質的にゼロになる。転入者対象の試験などは一切行われないため、転入者はアチーブメントテスト受験者よりも不利な扱いを受けることになった。

など、問題点が多く指摘されたため、1995年頃から段階的に廃止措置がとられ、1997年には全廃された。

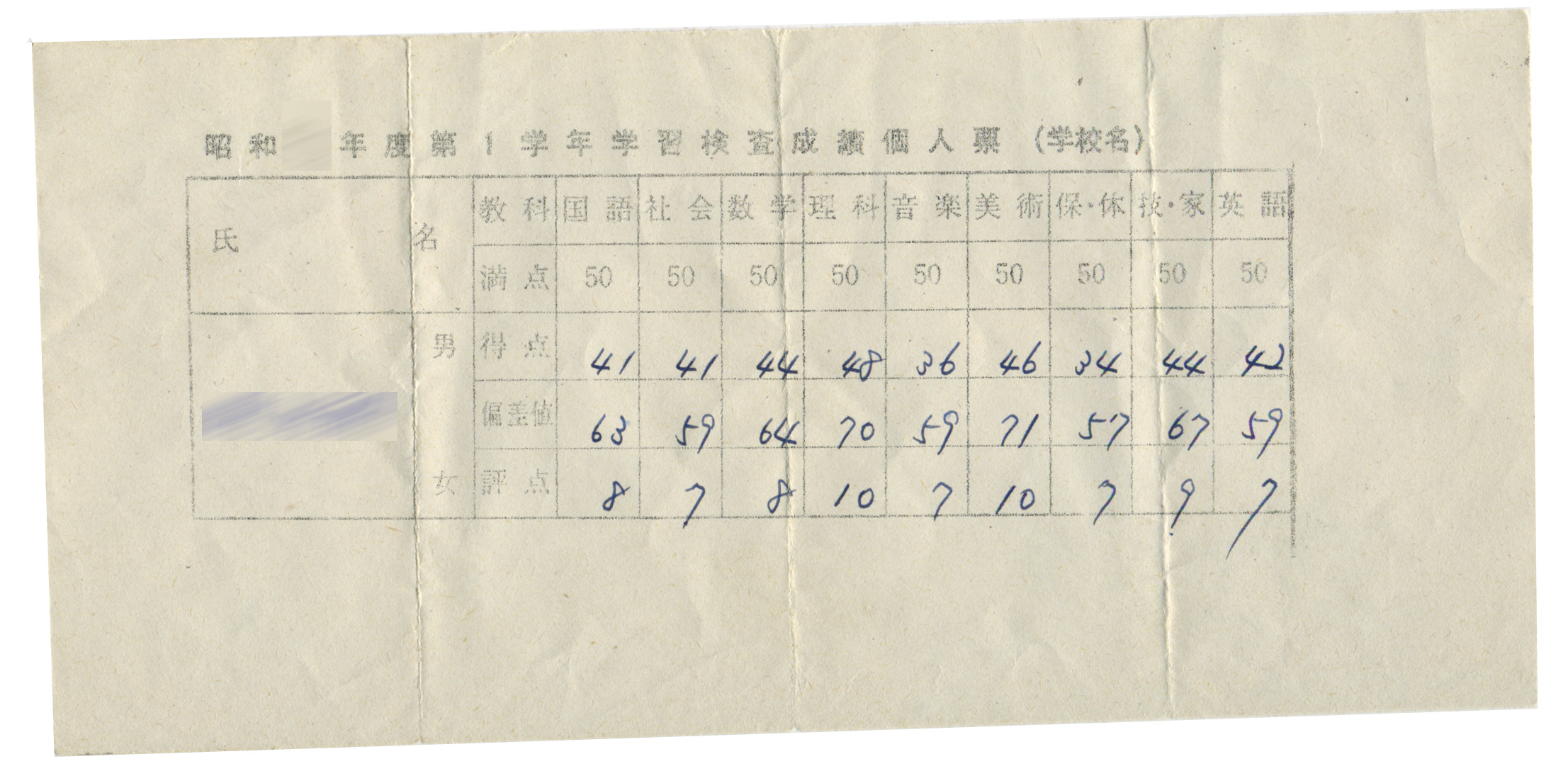
本人に通知されたものの実例